# Alboin

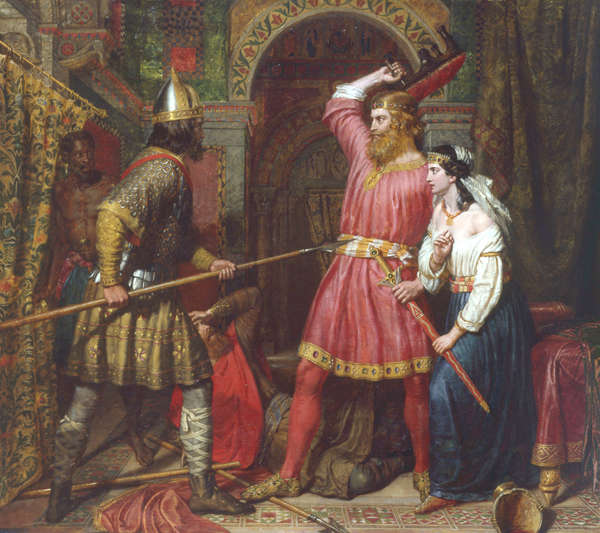
De moord op Alboin geschilderd door Charles Landseer

Alboin (vóór 526 – 28 juni 572 of 573) was de eerste Longobardische koning in Italië. Nadat hij in samenwerking met de Avaren de Germaanse stam de Gepiden had verslagen, viel hij (volgens sommige bronnen aangespoord door Narses, de Griekse stadhouder van Italië), Italië binnen. Italië had net een langdurige bezetting van de Goten succesvol beëindigd, en het land was uitgeput. Ook vanuit Constantinopel viel geen hulp te verwachten en Alboin kon oprukken tot Venetië (569) en Milaan (569) en nam Pavia in (in 571).
Volgens Paulus Diaconus werd Alboin het slachtoffer van de wraak van zijn echtgenote Rosamunde. Zij was de dochter van de door Alboin verslagen en vermoorde Gepidische koning Cunimund. Op haar instigatie doodden Alboins kamerheren Peredeus en Helmichis – beiden waren geliefden van haar – de Longobardische koning.
Op dat moment hadden de Longobarden de macht over de Apennijnen, Ligurië en Toscane. Spoleto en Benevento waren Longobardische hertogdommen.
De naam Longobarden leeft voort in het huidige Lombardije.